# القعقور
القعقور هي إحدى القرى اللبنانية من قرى قضاء المتن في محافظة جبل لبنان.
تبعد القعقور عن العاصمة بيروت نحو 27 كلم وترتفع نحو 1000 متر عن سطح البحر. يمكن الوصول إليها عن طريق برمانا-بعبدات-مار موسى-القعقور. يبلغ عدد سكانها نحو 2000 منهم 1200 ناخب ومعظمهم من الطائفة المارونية. يتواجد فيها كافة الأحزاب الوطنية وفي مقدمتهم الحزب السوري القومي الاجتماعي والتيار الوطني الحر وحزب الكتائب اللبنانية.
يوجد فيها كنيسة النبي الياس ويحتفل بعيده في العشرين من شهر تموز من كل عام حيث تقام مهرجانات قروية عارمة واحتفالات دينية وفنية كبيرة. من مشاهيرها المطران سمير مظلوم وهو النائب البطريركي العام للطائفة المارونية. معظم أبناء القعقور من الأجيال السابقة عملوا في الصنوبر وهي أشجار تتصف بها المناطق الجردية في جبل لبنان فضلاً عن مهنة بناء الحجر. أما اليوم فمعظم أبناء القرية يمارسون مهناً حرّة وهناك عدد كبير بينهم من المغتربين خصوصاً في فرنسا وأميركا وأستراليا فضلاً عن دول الخليج وقد نجح معظم مغتربيها باعمال التجارة ومنهم من كان من أوائل مؤسسي المطاعم اللبنانية في أوروبا. يحد القعقور قرية درزية هي زرعون حيث تتسم معالم الوحدة الوطنية بين أبناء القريتين. النشاط الزراعي فيها كثيف وذلك يعود إلى غناها بالمياه العذبة النابعة من جبل صنين حيث أن المنتوج الزراعي يعتمد على الزيتون التين العنب بالإضافة إلى جميع أنواع الفاكهة والخضار الجبلية. تحتوي القعقور على عدد من المعالم الأثرية من أبرزها «الكرخانة» وهو معمل لصناعة الحرير لكنه حالياً متوقف. في القعقور مجلس بلدي من تسعة أعضاء منتخبين بالإضافة إلى مجلس اختياري. عائلاتها هي: بو أنطون- مظلوم- الأشقر- جرداق-  موسى- مصطفى.
تضم القعقور كلخانة تعود إلى العهد العثماني ونبع ماء يعود إلى أكثر من مايتي عام، كذلك تعد كنيسة مار الياس من أقدم الكنائس في المنطقة. تضم القعقور مدرسة ابتدائية تابعة لمطرانية أنطلياس المارونية (أقفلت لاحقاً).